# بر قله‌های ناامیدی
بر قله‌های ناامیدی (به رومانیایی: Pe culmile disperării) کتابی غیر داستانی از نویسنده و فیلسوف رومانیایی امیل چوران در سال ۱۹۳۴ است که در سال ۱۹۹۶ توسط ایلینکا زاریفوپول-جانستون، که مقدمه انگلیسی زبان کتاب را نیز نوشت، از رومانیایی به انگلیسی ترجمه شد. اولین کاری که چوران منتشر کرد، مجموعه ای از مقاله‌های کوتاه است که به مضامینی می‌پردازد که بعداً در آثار او نفوذ می‌کنند، مانند مرگ، بی خوابی و جنون.
بر قله‌های ناامیدی جایزه نویسنده جوان بنیاد کارول دوم را دریافت کرد. این تنها جایزه‌ای بود که خود چوران پذیرفت - کارهای بعدی او جوایز جایزه Rogier Namier و Grand Prix de littérature Paul-Morand را به دست آورد، اما او هر دو را رد کرد.

## ترجمه فارسی
این کتاب در ایران با ترجمهٔ سپیده کوتی و در نشر پیدایش چاپ شده‌است. همچنین نسخه بدون سانسور کتاب در دانمارک توسط فرناز ارشی به فارسی ترجمه‌ شده و  انتشارات آوای بوف آن را به‌صورت کتاب الکترونیکی و کتاب صوتی منتشر نموده است.